# Medhy Guezoui
Medhy Guezoui, né le 30 mars 1989 à Lens, est un footballeur français. Il évolue au poste d'attaquant au Arras Football Association.

## Biographie
Originaire de Lens, Medhy Guezoui est formé au Racing Club de Lens. À 20 ans, il signe son premier contrat professionnel. En 2010, il est prêté aux Chamois niortais, qui évoluent en National, pour une saison avant de revenir à Lens. Chez les Sang et Or, il ne joue seulement qu'avec l'équipe réserve et ne participe à aucune rencontre avec l'équipe première. En juin 2012, le club lui propose une prolongation de contrat mais l'attaquant refuse.
De 2012 à 2015, il joue successivement à l'AS Beauvais, Les Herbiers VF et le CS Sedan Ardennes évoluant en championnat de France amateur soit la 4e division du football français. En 2016, il rejoint l'US Quevilly-Rouen Métropole toujours en CFA. C'est en Normandie que Guezoui se révèle. Pour sa première saison, il inscrit 16 buts et permet à Quevilly-Rouen de terminer premier de son groupe et ainsi accéder à l'échelon supérieur. La saison suivante, en National, il termine deuxième meilleur buteur du championnat avec 15 réalisations et QRM connait une seconde montée successive. À l'issue de la saison, il est élu meilleur joueur de National lors des trophées de la FFF, ainsi que sur le site Foot-National.
Le 9 juin 2017, il s'engage pour deux saisons avec le Valenciennes FC. Pour son premier match professionnel, il inscrit le but de l'égalisation face au Gazélec Ajaccio (1-1). Titulaire indiscutable lors de la première partie de saison, il est blessé lors de la phase retour et ne joue que très peu.
Auteur d'un seul but en 14 matchs lors de la première partie de saison 2018-2019, il est libéré de son contrat le 24 janvier 2019 et il rejoint le club de Chambly en National.

## Statistiques
| Saison                | Club                    | Championnat           | Championnat | Championnat | Coupe(s) nationale(s) | Coupe(s) nationale(s) | Total | Total |
| Saison                | Club                    | Division              | M.          | B.          | M.                    | B.                    | M.    | B.    |
| 2007-2008             | RC Lens rés.            | CFA                   | 2           | 0           | -                     | -                     | 2     | 0     |
| 2008-2009             | RC Lens rés.            | CFA                   | 29          | 3           | -                     | -                     | 29    | 3     |
| 2009-2010             | RC Lens rés.            | CFA                   | 35          | 10          | -                     | -                     | 35    | 10    |
| 2011-2012             | RC Lens rés.            | CFA                   | 15          | 8           | -                     | -                     | 15    | 8     |
| Sous-total            | Sous-total              | Sous-total            | 81          | 21          | -                     | -                     | 81    | 21    |
| 2010-2011             | Chamois niortais (prêt) | National              | 29          | 4           | 1                     | 0                     | 30    | 4     |
| 2012-2013             | AS Beauvais             | CFA                   | 26          | 5           | 1                     | 0                     | 27    | 5     |
| 2013-2014             | Les Herbiers VF         | CFA                   | 19          | 5           | 3                     | 0                     | 22    | 5     |
| 2014-2015             | CS Sedan Ardennes       | CFA                   | 26          | 4           | 3                     | 0                     | 29    | 4     |
| 2015-2016             | US Quevilly-Rouen       | CFA                   | 28          | 16          | 2                     | 2                     | 30    | 18    |
| 2016-2017             | US Quevilly-Rouen       | National              | 32          | 15          | 6                     | 7                     | 38    | 22    |
| Sous-total            | Sous-total              | Sous-total            | 60          | 31          | 8                     | 9                     | 68    | 40    |
| 2017-2018             | Valenciennes FC         | Ligue 2               | 20          | 3           | 4                     | 1                     | 24    | 4     |
| 2018-2019             | Valenciennes FC         | Ligue 2               | 14          | 1           | 2                     | 0                     | 16    | 1     |
| Sous-total            | Sous-total              | Sous-total            | 34          | 4           | 6                     | 1                     | 40    | 5     |
| 2018-2019             | FC Chambly Oise         | National              | 13          | 2           | -                     | -                     | 13    | 2     |
| 2019-2020             | FC Chambly Oise         | Ligue 2               | 23          | 1           | 3                     | 1                     | 26    | 2     |
| 2020-2021             | FC Chambly Oise         | Ligue 2               | 24          | 5           | -                     | -                     | 24    | 5     |
| Sous-total            | Sous-total              | Sous-total            | 60          | 8           | 3                     | 1                     | 63    | 9     |
| 2021-2022             | FC Villefranche         | National              | 11          | 0           | -                     | -                     | 11    | 0     |
| 2022-2023             | FC Villefranche         | National              | 1           | 0           | -                     | -                     | 1     | 0     |
| Sous-total            | Sous-total              | Sous-total            | 12          | 0           | -                     | -                     | 12    | 0     |
| Total sur la carrière | Total sur la carrière   | Total sur la carrière | 347         | 82          | 25                    | 11                    | 372   | 93    |

## Palmarès
Medhy Guezoui est champion de CFA en 2015 avec le CS Sedan Ardennes et en 2016 avec l'US Quevilly-Rouen.
Il est également vice-champion de National en 2019 avec le FC Chambly Oise.